# Weiyang, Xi'an

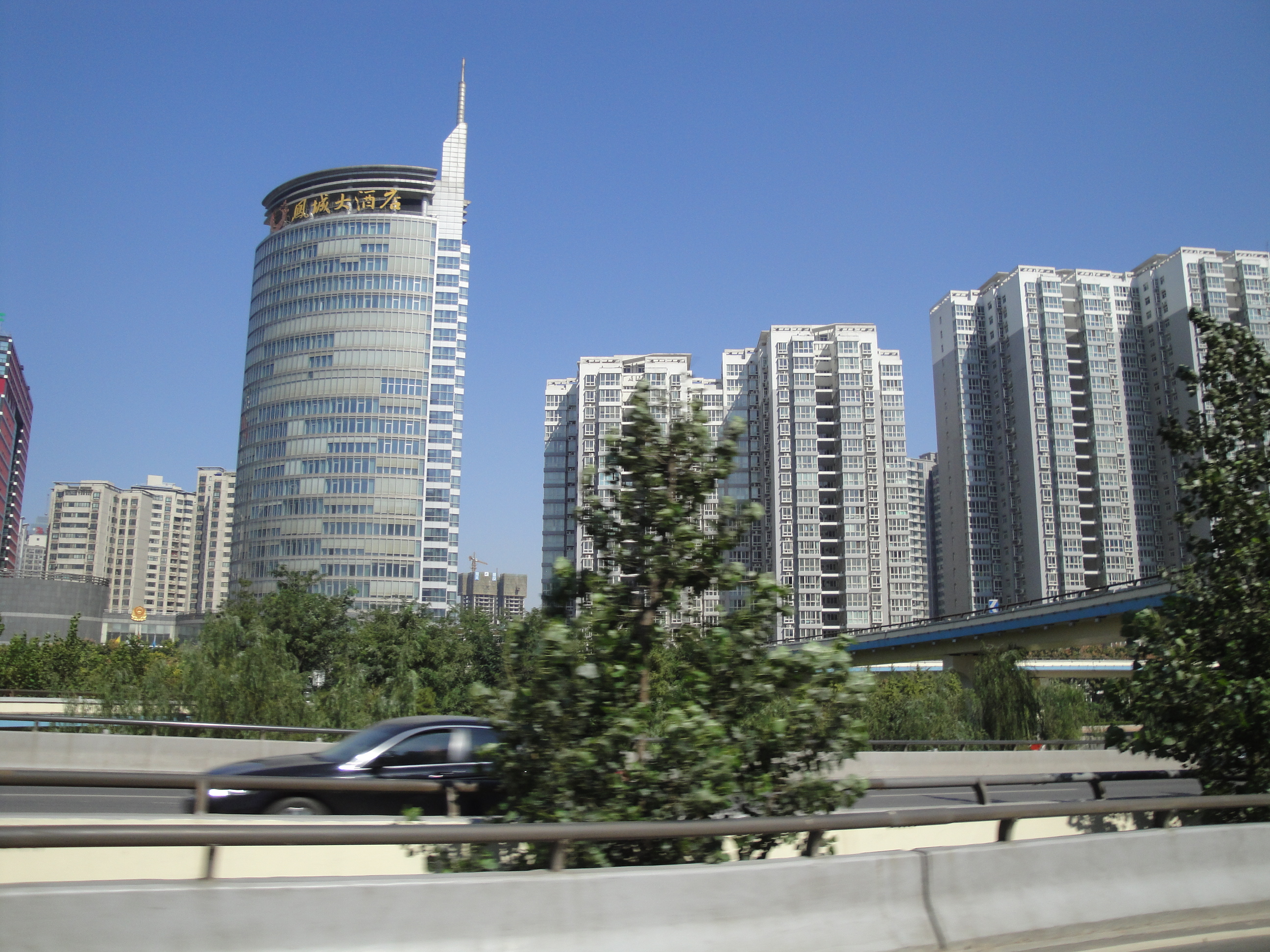
Panorama över Weiyang

Weiyang är ett stadsdistrikt och säte för stadsfullmäktige i Xi'an i Shaanxi-provinsen i norra Kina.